# Scandal (japanische Band)
Scandal (auch japanisch スキャンダル Sukyandaru, Eigenschreibweise: SCANDAL) ist eine japanische Rockgruppe, die 2006 in Osaka gegründet wurde. Sie steht bei Epic Records Japan unter Vertrag.

## Bandmitglieder
- Haruna Ono (小野 春菜), geboren am 10. August 1988 in Aichi – Gesang, Gitarre
- Mami Sasazaki (笹崎 まみ), geboren am 21. Mai 1990 in Aichi – Lead-Gitarre, Gesang
- Tomomi Ogawa (小川 ともみ), geboren am 31. Mai 1990 in Hyōgo – E-Bass, Gesang
- Rina Suzuki (鈴木 理菜), geboren am 21. August 1991 in Nara – Schlagzeug, Keyboard, Gesang

## Diskografie

### Studioalben
| Jahr | Titel                                                                        | Höchstplatzierung, Gesamtwochen, AuszeichnungChartsChartplatzierungen (Jahr, Titel, Platzierungen, Wochen, Auszeichnungen, Anmerkungen) | Anmerkungen                                                 |
| Jahr | Titel                                                                        | JP | Anmerkungen                                                 |
| ---- | ---------------------------------------------------------------------------- | --- | ----------------------------------------------------------- |
| 2009 | Best★Scandal                                                                 | JP5 (21 Wo.)JP | Erstveröffentlichung: 21. Oktober 2009 Verkäufe: + 52.956   |
| 2010 | Temptation Box                                                               | JP3 (13 Wo.)JP | Erstveröffentlichung: 11. August 2010 Verkäufe: + 60.301    |
| 2010 | Baby Action                                                                  | JP4 (11 Wo.)JP | Erstveröffentlichung: 11. August 2010 Verkäufe: + 55.664    |
| 2012 | Queens Are Trumps -Kirifuda wa Queen- (Queens Are Trumps -切り札はクイーン-) | JP4 (12 Wo.)JP | Erstveröffentlichung: 26. September 2012 Verkäufe: + 50.051 |
| 2013 | Standard                                                                     | JP3 (11 Wo.)JP | Erstveröffentlichung: 2. Oktober 2013                       |
| 2014 | Hello World                                                                  | JP3 (12 Wo.)JP | Erstveröffentlichung: 3. Dezember 2014                      |
| 2016 | Yellow                                                                       | JP2 (11 Wo.)JP | Erstveröffentlichung: 2. März 2016                          |
| 2018 | Honey                                                                        | JP3 (11 Wo.)JP | Erstveröffentlichung: 14. Februar 2018                      |
| 2020 | Kiss from the Darkness                                                       | JP5 (9 Wo.)JP | Erstveröffentlichung: 12. Februar 2020                      |
| 2022 | Mirror                                                                       | JP5 (7 Wo.)JP | Erstveröffentlichung: 26. Januar 2022                       |
| 2024 | Luminous                                                                     | JP11 (8 Wo.)JP | Erstveröffentlichung: 20. März 2024                         |

### Kompilationen
| Jahr | Titel        | Höchstplatzierung, Gesamtwochen, AuszeichnungChartsChartplatzierungen (Jahr, Titel, Platzierungen, Wochen, Auszeichnungen, Anmerkungen) | Anmerkungen                                           |
| Jahr | Titel        | JP | Anmerkungen                                           |
| ---- | ------------ | --- | ----------------------------------------------------- |
| 2012 | Scandal Show | JP3 (15 Wo.)JP | Erstveröffentlichung: 7. März 2012 Verkäufe: + 64.140 |
| 2013 | Encore Show  | JP3 (7 Wo.)JP | Erstveröffentlichung: 6. Februar 2013                 |
| 2017 | Scandal      | JP2 (13 Wo.)JP | Erstveröffentlichung: 15. Februar 2017                |

### EPs
| Jahr | Titel                        | Höchstplatzierung, Gesamtwochen, AuszeichnungChartsChartplatzierungen (Jahr, Titel, Platzierungen, Wochen, Auszeichnungen, Anmerkungen) | Anmerkungen                                                |
| Jahr | Titel                        | JP | Anmerkungen                                                |
| ---- | ---------------------------- | --- | ---------------------------------------------------------- |
| 2008 | Yah! Yah! Yah! Hello Scandal | JP217 (3 Wo.)JP | Erstveröffentlichung: 8. August 2008 Verkäufe: + 1.736     |
| 2010 | R-Girl’s Rock!               | JP9 (6 Wo.)JP | Erstveröffentlichung: 17. November 2010 Verkäufe: + 19.908 |

### Singles
| Jahr | Titel Album                                                                 | Höchstplatzierung, Gesamtwochen, AuszeichnungChartsChartplatzierungen (Jahr, Titel, Album, Platzierungen, Wochen, Auszeichnungen, Anmerkungen) | Anmerkungen                                                 |
| Jahr | Titel Album                                                                 | JP | Anmerkungen                                                 |
| ---- | --------------------------------------------------------------------------- | --- | ----------------------------------------------------------- |
| 2008 | Space Ranger (スペースレンジャー) Hello Scandal                             | JP186 (1 Wo.)JP | Erstveröffentlichung: 3. März 2008 Verkäufe: + 401          |
| 2008 | Koi Moyō (恋模様) Hello Scandal                                             | JP150 (2 Wo.)JP | Erstveröffentlichung: 4. April 2008 Verkäufe: + 686         |
| 2008 | Kagerō (カゲロウ) Hello Scandal                                             | JP122 (1 Wo.)JP | Erstveröffentlichung: 5. Mai 2008 Verkäufe: + 586           |
| 2008 | Doll Best Scandal                                                           | JP26 Gold (Digital) · (5 Wo.)JP | Erstveröffentlichung: 22. Oktober 2008 Verkäufe: + 12.572   |
| 2009 | Sakura Goodbye (Sakuraグッバイ) Best Scandal                                | JP30 (7 Wo.)JP | Erstveröffentlichung: 4. März 2009 Verkäufe: + 6.995        |
| 2009 | Shōjo S (少女S) Best Scandal                                                | JP6 Gold (Mobile Downloads) · (13 Wo.)JP | Erstveröffentlichung: 17. Juni 2009 Verkäufe: + 33.881      |
| 2009 | Yumemiru Tsubasa (夢見るつばさ) Best Scandal                                | JP12 (3 Wo.)JP | Erstveröffentlichung: 14. Oktober 2009 Verkäufe: + 7.450    |
| 2010 | Shunkan Sentimental (瞬間センチメンタル) Temptation Box                     | JP7 Platin (Digital) · (13 Wo.)JP | Erstveröffentlichung: 3. Februar 2010 Verkäufe: + 32.624    |
| 2010 | Taiyō to Kimi ga Egaku Story (太陽と君が描くStory) Temptation Box           | JP10 (5 Wo.)JP | Erstveröffentlichung: 2. Juni 2010 Verkäufe: + 16.027       |
| 2010 | Namida no Regret (涙のリグレット) Temptation Box                            | JP14 (4 Wo.)JP | Erstveröffentlichung: 28. Juli 2010 Verkäufe: + 12.176      |
| 2010 | Scandal Nanka Buttobase (スキャンダルなんかブッ飛ばせ) Baby Action          | JP3 (7 Wo.)JP | Erstveröffentlichung: 6. Oktober 2010 Verkäufe: + 35.772    |
| 2011 | Pride Baby Action                                                           | JP7 (10 Wo.)JP | Erstveröffentlichung: 9. Februar 2011 Verkäufe: + 25.531    |
| 2011 | Haruka (ハルカ) Baby Action                                                 | JP3 (9 Wo.)JP | Erstveröffentlichung: 20. April 2011 Verkäufe: + 32.238     |
| 2011 | Love Survive Baby Action                                                    | JP11 (4 Wo.)JP | Erstveröffentlichung: 27. Juli 2011 Verkäufe: + 17.250      |
| 2012 | Harukaze Queens Are Trumps: Kirifuda wa Queen                               | JP6 (6 Wo.)JP | Erstveröffentlichung: 22. Februar 2012 Verkäufe: + 33.095   |
| 2012 | Taiyō Scandalous (太陽スキャンダラス) Queens Are Trumps: Kirifuda wa Queen  | JP2 (6 Wo.)JP | Erstveröffentlichung: 11. Juli 2012 Verkäufe: + 39.033      |
| 2012 | Pin Heel Surfer (ピンヒールサーファー) Queens Are Trumps: Kirifuda wa Queen | JP9 (3 Wo.)JP | Erstveröffentlichung: 12. September 2012 Verkäufe: + 13.585 |
| 2013 | Awanai Tsumori no, Genki de ne (会わないつもりの、元気でね) Standard        | JP4 (9 Wo.)JP | Erstveröffentlichung: 22. Mai 2013                          |
| 2013 | Kagen no Tsuki (下弦の月) Standard                                          | JP5 (6 Wo.)JP | Erstveröffentlichung: 14. August 2013                       |
| 2013 | Over Drive Standard                                                         | JP7 (4 Wo.)JP | Erstveröffentlichung: 18. September 2013                    |
| 2014 | Departure Hello World                                                       | JP5 (10 Wo.)JP | Erstveröffentlichung: 23. April 2014                        |
| 2014 | Yoake no Ryuuseigun (夜明けの流星群) Hello World                            | JP5 (8 Wo.)JP | Erstveröffentlichung: 16. Juli 2014                         |
| 2014 | Image Hello World                                                           | JP14 (3 Wo.)JP | Erstveröffentlichung: 19. November 2014                     |
| 2015 | Stamp! Yellow                                                               | JP5 (7 Wo.)JP | Erstveröffentlichung: 22. Juli 2015                         |
| 2015 | Sisters Yellow                                                              | JP9 (6 Wo.)JP | Erstveröffentlichung: 9. September 2015                     |
| 2016 | Take Me Out (テイクミーアウト) Honey                                        | JP11 (5 Wo.)JP | Erstveröffentlichung: 27. Juli 2016                         |
| 2019 | Masterpiece / Mabataki (マスターピース / まばたき) Kiss from the darkness   | JP7 (4 Wo.)JP | Erstveröffentlichung: 27. März 2019                         |
| 2021 | Eternal Mirror                                                              | JP17 (3 Wo.)JP | Erstveröffentlichung: 3. März 2021                          |
| 2021 | Ivory (アイボリー) Mirror                                                   | JP14 (3 Wo.)JP | Erstveröffentlichung: 16. Juni 2021                         |
| 2021 | One More Time Mirror                                                        | JP17 (2 Wo.)JP | Erstveröffentlichung: 29. September 2021                    |
| 2023 | Line of Sight –                                                             | JP21 (3 Wo.)JP | Erstveröffentlichung: 10. Mai 2023                          |
| 2023 | ハイライトの中で僕らずっと –                                                | JP8 (3 Wo.)JP | Erstveröffentlichung: 4. Oktober 2023                       |

### Videoalben
| Jahr | Titel                                                       | Höchstplatzierung, Gesamtwochen, AuszeichnungChartsChartplatzierungen (Jahr, Titel, Platzierungen, Wochen, Auszeichnungen, Anmerkungen) | Anmerkungen                                                 |
| Jahr | Titel                                                       | JP | Anmerkungen                                                 |
| ---- | ----------------------------------------------------------- | --- | ----------------------------------------------------------- |
| 2010 | Scandal First Live -Best★Scandal 2009-                      | JP5 (7 Wo.)JP | Erstveröffentlichung: 30. Juni 2010 Verkäufe: + 11.107      |
| 2011 | Everybody Say Yeah!-Temptation Box Tour 2010-Zepp Tokyo     | JP8 (9 Wo.)JP | Erstveröffentlichung: 16. März 2011 Verkäufe: + 10.457      |
| 2011 | Video Action                                                | JP9 (7 Wo.)JP | Erstveröffentlichung: 28. September 2011 Verkäufe: + 14.067 |
| 2012 | Scandal Japan Title Match Live 2012 -Scandal vs Budokan-    | JP8 (8 Wo.)JP | Erstveröffentlichung: 22. August 2012 Verkäufe: + 15.710    |
| 2013 | Scandal Osaka-JO Hall 2013 [Wonderful Tonight]              | JP10 (8 Wo.)JP | Erstveröffentlichung: 24. Juli 2013                         |
| 2015 | Scandal Arena Live 2014 [Festival]                          | JP3 (9 Wo.)JP | Erstveröffentlichung: 14. Januar 2015                       |
| 2015 | Scandal “Documentary film [Hello World]”                    | JP24 (4 Wo.)JP | Erstveröffentlichung: 23. Dezember 2015                     |
| 2016 | Scandal Arena Tour 2015–2016 [Perfect World]                | JP5 (6 Wo.)JP | Erstveröffentlichung: 13. April 2016                        |
| 2016 | Scandal 10th Anniversary Festival [2006–2016]               | JP4 (5 Wo.)JP | Erstveröffentlichung: 2. November 2016                      |
| 2016 | Video Action 2                                              | JP19 (5 Wo.)JP | Erstveröffentlichung: 21. Dezember 2016                     |
| 2020 | 来世ではちゃんとします DVD-Box                              | JP175 (1 Wo.)JP | Erstveröffentlichung: 26. Juni 2020                         |
| 2020 | Scandal World Tour 2020 “Kiss from the darkness” Livestream | JP3 (5 Wo.)JP | Erstveröffentlichung: 18. November 2020                     |
| 2021 | Scandal 15th Anniversary Live [Invitation] at Osaka-JO Hall | JP8 (4 Wo.)JP | Erstveröffentlichung: 24. November 2021                     |
| 2023 | Scandal “Documentary film Mirror”                           | JP20 (2 Wo.)JP | Erstveröffentlichung: 22. Februar 2023                      |